# 海烈号事件
海烈号事件（かいれつごうじけん）は、1949年（昭和24年）に摘発された日本の密輸事件。
1949年8月17日、川崎市扇町の日本鋼管大島工場の埠頭にて「海烈号」で総額20万ドル相当といわれた物資を香港から日本に密輸しようとした事件である。被疑者は中国側8人（劉某ほか）、日本側6人（阪田誠盛、三上卓、板垣清、橋本武、志間忠兵衛、大窪謹男）の計14名。

## 経緯
中国国営の招商局所属の海烈号で香港から日本に帰国する板垣が、船中から電信で阪田に連絡し、密輸の協力を頼んだとされる。
阪田は元関東軍嘱託として満州事変以来中国各地で日本軍に協力するいわゆる「支那通」として活動しており、当時は極東経済研究所の幹事長を務めていた。
板垣から依頼を受けた阪田は三上に相談、さらに知合いをたどって大窪、志間へと相談し、志間が運搬関係について橋本に話を持ち込み、橋本がトラックを用意して埠頭へ赴くこととなった。
入船に先立つ1949年8月14日、荷主の中国人側から、板垣を通じて現金と小切手合せておよそ195万円を受領した阪田は、これを関係者間で分配している。
1949年8月17日、日本鋼管大島工場の埠頭を警備していた第二公安警備司令部の警備員に10万円を渡して荷物運搬の便宜を図ってもらおうとして、事件が発覚。阪田が逮捕された。
この時、海烈号から陸揚げしようとした密輸品はアメリカ製のペニシリン、ストレプトマイシン、及びサッカリンを主とした365個、総額20万ドル相当であった。
事件の捜査は、「刑事裁判権の行使に関する覚書（昭和二十一年二月十九日付）」および「勅令三一一号第一條」に相当する案件とされ、占領軍側（GHQ）の横浜第二公安司令部において行われ、日本の検察庁は全く関与できなかった。
海烈号と密輸品は一括してGHQが接収し、のち競売された。これにより国内に流通したストレプトマイシンなどの抗生物質で多くの結核患者が治療を受けることができたという。
その後は、阪田はいったん保釈金百万円で保釈されたが、同じく百万円で保釈されていた中国人の劉某が逃走したため、保釈を取消されて他の者と同様に勾留されたものの、最終的に無罪となった。三上は、1950年3月に重労働5年の判決を受け服役した。
この事件については国会でも取り上げられた。